# تپه بردبران
تپه بردبران مربوط به هزاره ۴ و ۳ قبل از میلاد است و در شهرستان ایذه، بخش مرکزی، دهستان حومه شرقی، روستای بردبران واقع شده و این اثر در تاریخ ۲۶ اسفند ۱۳۸۷ با شمارهٔ ثبت ۲۵۹۹۷ به‌عنوان یکی از آثار ملی ایران به ثبت رسیده است.
به گفته برخی از ساکنین این روستا دلیل نامگذاری آن به بردبران را به دلیل وجود سنگ‌های زیاد که به سنگ را به زبان بختیاری برد می‌گویند نامیده شده‌است. این روستا دارای معادن سنگ زیادی می‌باشد که برای جوانان می‌تواند اشتغال زا و برای صنعت کشور سود آور باشد